# Mia Malkova
Mia Malkova, pseudonimo di Melissa Ann Murray (Palm Springs, 1º luglio 1992), è un'attrice pornografica statunitense.

## Biografia
Nata in California, ha origini franco-canadesi, irlandesi e tedesche. Ha tre fratelli, tra cui il pornoattore Justin Hunt. All'età di 16 anni ha lavorato in un fast food della catena McDonald's. Ha poi lavorato successivamente in diversi altri ristoranti. Nel 2012 ha debuttato come attrice pornografica con lo pseudonimo di Mia Malkova. Ha scelto questo nome ispirandosi alla collega Nathasha Malkova, sua compagna di scuola e, più in generale, alle modelle est europee.
È stata nominata Twisty's Treat of the Month del mese di dicembre 2012 e Twisty's Treat of the Year 2013. È stata sotto contratto con la società Mindgeek. Nel 2014 ha firmato un contratto in esclusiva per le scene con uomini con la Hard X. Nello stesso anno la società Doc Johnson ha annunciato la commercializzazione di un nuovo sex toy basato su di lei. A ottobre 2016 è stata inoltre scelta come Penthouse Pet dalla rivista Penthouse. Ha un suo canale sulla piattaforma di livestreaming Twitch, dove trasmette anche sue partite ai videogiochi.
Nel dicembre 2019 ha pubblicato, insieme al gamer Trump (prevalentemente attivo su Hearthstone: Heroes of Warcraft) un duetto sulle note della canzone A Whole New World. Nell'aprile 2020, insieme ad altre undici attrici ed ex attrici pornografiche è apparsa nel video musicale del rapper americano G-Eazy Still Be Friends. Nel dicembre 2020 annuncia il lancio di un calendario per il 2021 mentre l'anno successivo conduce l'edizione annuale degli AVN Awards.

## Vita privata
Il 20 luglio 2014 ha sposato il pornoattore Danny Mountain. A dicembre dello stesso anno ha annunciato di essere intenzionata a terminare presto la carriera da attrice, al fine di non creare gelosia coniugale. Il 16 gennaio 2018 ha annunciato via Twitter di essersi separata da Mountain.
Ha un fratello, Justin, anche lui attore pornografico.

## Riconoscimenti
| Anno | Cerimonia        | Risultato       | Premio | Lavoro                                   |
| ---- | ---------------- | --------------- | --- | ---------------------------------------- |
| 2013 | Galaxy Award     | Vincitore/trice | Best B/G Scene (con Johnny Castle) | My Dad's Hot Girlfriend 18               |
| 2013 | NightMoves Award | Candidato/a     | Best New Starlet | N.D.                                     |
| 2013 | Orgazmik Award   | Vincitore/trice | Best Eyecatcher | N.D.                                     |
| 2013 | Sex Award        | Candidato/a     | Hottest New Girl (finalist) | N.D.                                     |
| 2014 | AVN Awards       | Vincitore/trice | Best All-Girl Sex Scene (film)(con Gracie Glam e Raven Rockette) | Meow! 3                                  |
| 2014 | AVN Awards       | Candidato/a     | Best Boy/Girl Sex Scene (con Manuel Ferrara) | Cuties 4                                 |
| 2014 | AVN Awards       | Candidato/a     | Best Girl/Girl Sex Scene (con Jessie Andrews) | Girl Crush 3                             |
| 2014 | AVN Awards       | Vincitore/trice | Best New Starlet | N.D.                                     |
| 2014 | AVN Awards       | Candidato/a     | Best Oral Sex Scene | Swallow This 30                          |
| 2014 | AVN Awards       | Candidato/a     | Best Solo Sex Scene | All Natural Glamour Solos 3              |
| 2014 | AVN Awards       | Candidato/a     | Best Three-Way Sex Scene – B/B/G (con Ramón Nomar & Mick Blue) | Mia                                      |
| 2014 | XBIZ Award       | Candidato/a     | Best New Starlet | N.D.                                     |
| 2014 | XBIZ Award       | Candidato/a     | Best Scene – Non-Feature Release (con Danny Mountain) | Eternal Passion                          |
| 2014 | XBIZ Award       | Candidato/a     | Best Scene – All-Girl (con Malena Morgan) | We Live Together 29                      |
| 2014 | XRCO Award       | Candidato/a     | New Starlet | N.D.                                     |
| 2014 | XRCO Award       | Vincitore/trice | Cream Dream | N.D.                                     |
| 2015 | AVN Awards       | Candidato/a     | Favorite Female Porn Star (Fan Award) |                                          |
| 2015 | AVN Awards       | Candidato/a     | Hottest Ass (Fan Award) |                                          |
| 2016 | AVN Awards       | Candidato/a     | Best Girl/Girl Sex Scene (con Kenna James) | Mia Loves Girls                          |
| 2016 | AVN Awards       | Candidato/a     | Best Oral Sex Scene (con Aiden Ashley) | Peter Pan XXX: An Axel Braun Parody      |
| 2016 | AVN Awards       | Candidato/a     | Best Sex Scene in a Foreign-Shot Production (con Jasmin Jae, Tina Kay e Danny D)                                                                                                  | League of Frankenstein                   |
| 2016 | AVN Awards       | Candidato/a     | Favorite Female Porn Star (Fan Award) |                                          |
| 2016 | AVN Awards       | Candidato/a     | Most Epic Ass (Fan Award) |                                          |
| 2016 | AVN Awards       | Candidato/a     | Social Media Star (Fan Award) |                                          |
| 2016 | XBIZ Award       | Candidato/a     | Best Scene – Gonzo Release (con Jasmin Jae, Tina Kay e Danny D) | Ass Worship 16                           |
| 2016 | XBIZ Award       | Candidato/a     | Girl/Girl Performer of the Year |                                          |
| 2017 | AVN Awards       | Candidato/a     | Best All Girl Group Sex Scene (con Madison Ivy e Nicole Aniston) | Tasty Treats                             |
| 2017 | AVN Awards       | Candidato/a     | Best Solo/Tease Performance | Mia                                      |
| 2017 | AVN Awards       | Candidato/a     | Best Three-Way Sex Scene – B/G/G (con Staci Carr e Mick Blue) | Mia                                      |
| 2017 | XBIZ Award       | Vincitore/trice | Best Actress – Feature Movie | The Preacher's Daughter                  |
| 2017 | XBIZ Award       | Candidato/a     | Best Actress – Couples-Themed Release | Switch                                   |
| 2017 | XBIZ Award       | Candidato/a     | Best Scene – Feature Release (con Blair Williams) | The Preacher's Daughter                  |
| 2017 | XBIZ Award       | Candidato/a     | Best Sex Scene – Couples-Themed Release (con Anikka Albrite, Mick Blue Danny Mountain)                                                                                            | Open Couples                             |
| 2018 | AVN Awards       | Candidato/a     | Best Anal Sex Scene (con Markus Dupree) | Big Anal Asses 6                         |
| 2018 | XBIZ Award       | Candidato/a     | Best Actress – Couples-Themed Release | Love On The Line                         |
| 2018 | XBIZ Award       | Candidato/a     | Best Sex Scene – Couples-Themed Release (con Danny Mountain) | Love On The Line                         |
| 2019 | AVN Awards       | Vincitore/trice | Best Group Sex Scene (con Tori Black, Jessa Rhodes, Abella Danger, Kira Noir, Vicki Chase, Angela White, Ana Foxxx, Bambino, Mick Blue, Ricky Johnson, Ryan Driller e Alex Jones) | After Dark                               |
| 2019 | AVN Awards       | Candidato/a     | Best Three-Way Sex Scene – B/G/G (con Vicki Chase e Markus Dupree) | Anal Threesomes 4                        |
| 2019 | AVN Awards       | Candidato/a     | Mainstream Venture of the Year |                                          |
| 2019 | XBIZ Award       | Candidato/a     | Best Sex Scene – Feature Movie (con Jasmin Jae, Tina Kay e Danny D) | Fuck Free Or Die Hardcore – A XXX Parody |
| 2020 | AVN Awards       | Candidato/a     | Most Epic Ass (Fan Award) |                                          |
| 2020 | XBIZ Award       | Candidato/a     | Best Sex Scene – Gonzo (con Markus Dupree e Mick Blue) | DP Me 8                                  |
| 2021 | AVN Awards       | Vincitore/trice | Mainstream Venture of the Year |                                          |
| 2021 | AVN Awards       | Candidato/a     | Most Epic Ass (Fan Award) |                                          |
| 2022 | XBIZ Award       | Candidato/a     | Premium Social Media Star of the Year |                                          |